# Økstrafjorden
Økstrafjorden er en fjordarm af Nedstrandsfjorden i Suldal kommune i Rogaland fylke i Norge. Fjorden har indløb på nordsiden af Nedstrandfjorden mellem Barkaneset i vest og Ullestad i øst.
Fjorden går 6 kilometer mod  nord og smalner ind ved Hestholmsundet. Nord for Hestholmsundet bliver fjorden langt bredere igen og deler sig i tre. Den ene del er Grønnevik der går mod vest på den anden siden af holmene Skadholmen og Bergaholmen. I nord går Naustvik på østsiden af næsset Husgavlen ind til bebyggelsen Økstra, som har givet navn til fjorden. På vestsiden af Husgavlen går fjorden videre mod nord og bliver igen meget smal. Hvor fjorden er på det smalleste, omkring 20 meter bred, krydser Fylkesveg 686 fjorden. Nord for broen ligger Krossvikene, to lige lange vige på hver side af fjorden som oppefra ser ud som et kors. Inderst i fjorden ligger et gammelt savværk, som bliver kaldt Sagjå.